# Paris Gare de Lyon
Station Paris-Gare-de-Lyon, vaak kortweg aangeduid als Gare de Lyon, is een van de zeven grote kopstations in Parijs (Frankrijk). Het bevindt zich in het 12e arrondissement. Het verwerkt 83 miljoen reizigers per jaar en behoort daarmee tot de drie drukste stations van Parijs. De rijk versierde gevel is circa 100 meter lang en het station is voorzien van een 64 meter hoge toren. Onder het station bevindt zich het metrostation Gare de Lyon van de metro van Parijs (lijnen 1 en 14) en het station van de Parijse, regionale metro RER. Het heet Gare de Lyon omdat hier vandaan de (hogesnelheids)treinen in de richting Lyon en Marseille vertrekken.

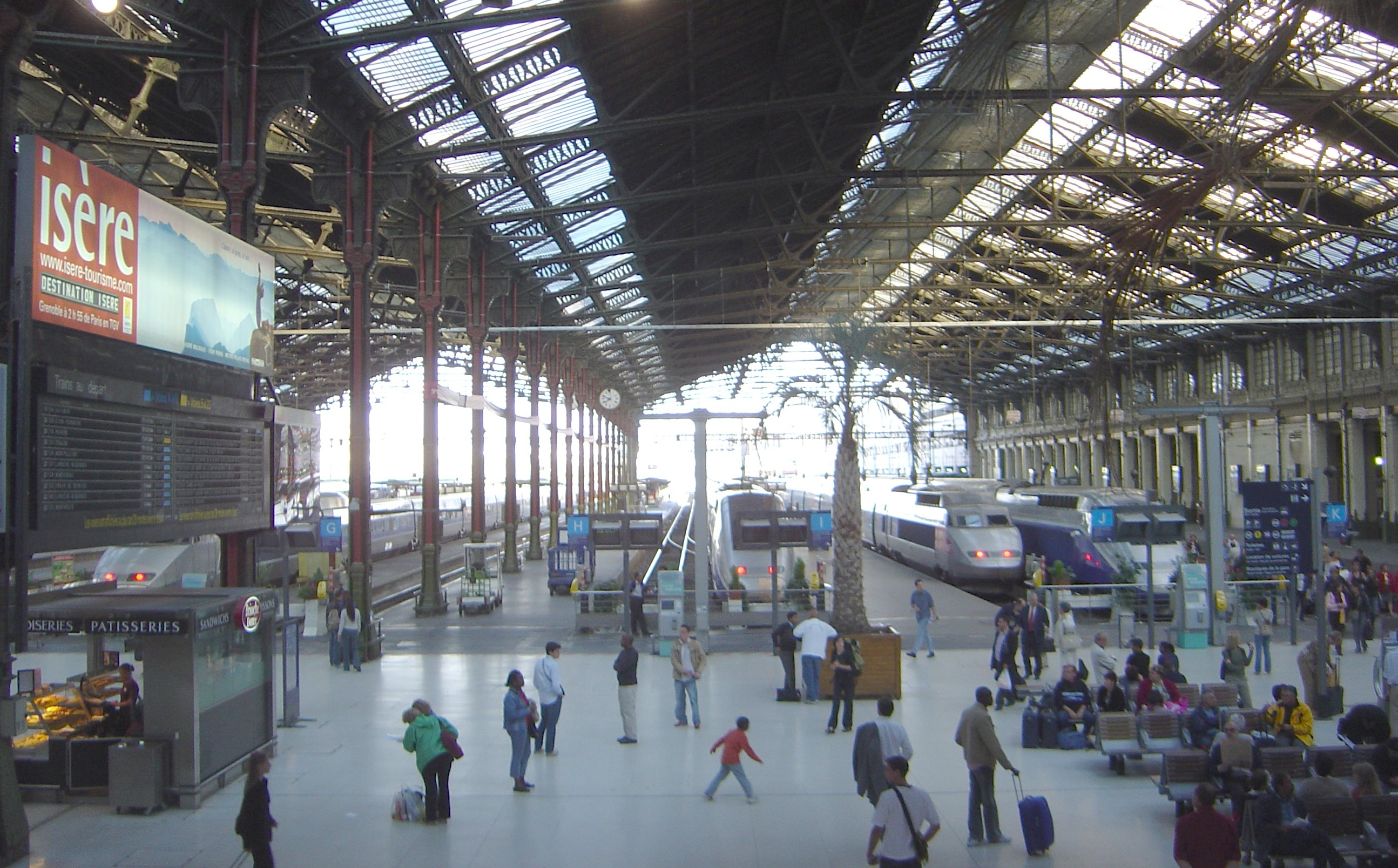
TGV's in het Gare de Lyon

## Geschiedenis
Het station is tussen 1895 en 1902 voor de spoorwegonderneming Compagnie des chemins de fer de Paris à Lyon et à la Méditerranée (PLM) gebouwd, naar een ontwerp van architect Marius Toudoire. Het verving het station uit 1855 op deze locatie. De aanleiding tot de bouw was de Wereldtentoonstelling van 1900. Toen het station werd geopend beschikte het over 13 perrons. In de jaren 1962-1972 werd het station verbouwd.
Op 27 juni 1988 vond op het station een ernstig spoorwegongeluk plaats, waarbij 56 personen omkwamen en 57 personen gewond raakten.
Het Gare de Lyon is voor Parijzenaars hét vertrekpunt voor reizen naar het zuidoosten. Vandaar de titel en tekst "Gare de Lyon" (1964) van Barbara, een lied over een spontane vakantiereis naar Italië.

## Bedieningsgebied

Bedieningsgebieden van de Parijse kopstations
----

## RER- enTransilien-diensten
| Richting                                      | Vorig station         | Lijn    | Volgend station              | Richting                                       |
| --------------------------------------------- | --------------------- | ------- | ---------------------------- | ---------------------------------------------- |
| Eindpunt                                      | Eindpunt              | Trans R | Melun                        | Montereau (via Moret)                          |
| Eindpunt                                      | Eindpunt              | Trans R | Melun                        | Montargis                                      |
| Cergy-le-Haut A3 Poissy A5                    | Châtelet - Les Halles | RER A   | Nation                       | Marne-la-Vallée - Chessy A4                    |
| Saint-Germain-en-Laye A1                      | Châtelet - Les Halles | RER A   | Nation                       | Boissy-Saint-Léger A2                          |
| Creil D3 Orry-la-Ville - Coye D1              | Châtelet - Les Halles | RER D   | Maisons-Alfort - Alfortville | Melun D2 (via Combs-la-Ville)                  |
| Goussainville D7 Villiers-le-Bel - Gonesse D5 | Châtelet - Les Halles | RER D   | Maisons-Alfort - Alfortville | Corbeil-Essonnes D6 (via Ris-Orangis)          |
| Châtelet - Les Halles D8                      | Châtelet - Les Halles | RER D   | Villeneuve-Saint-Georges     | Malesherbes D4 (via Évry-Courcouronnes Centre) |
| Eindpunt                                      | Eindpunt              | RER D   | Montgeron - Crosne           | Melun D2 (via Combs-la-Ville)                  |

## Le Train Bleu

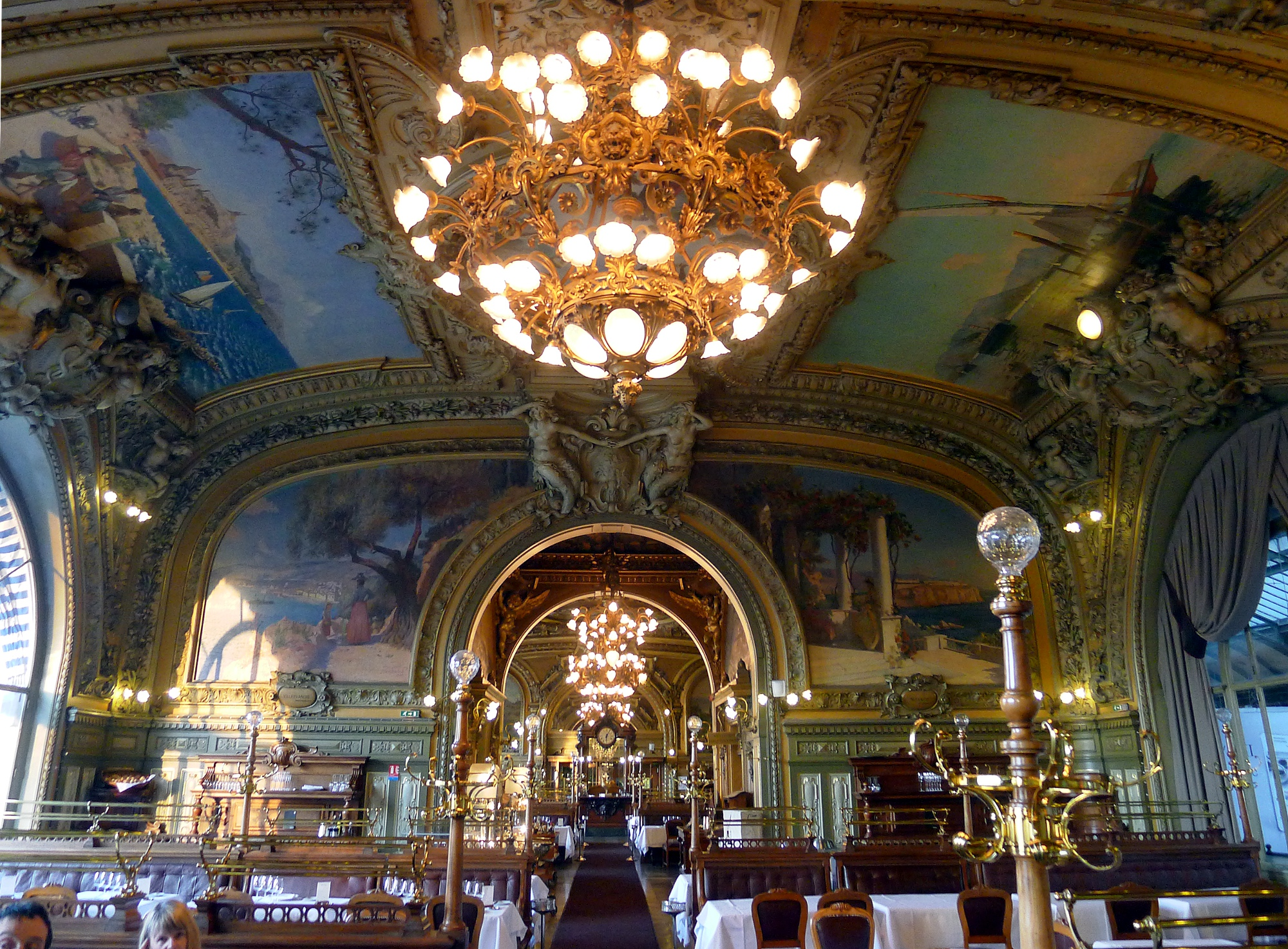
Interieur van Le Train Bleu

In het stationsgebouw bevindt zich op de bovenverdieping het bekende restaurant Le Train Bleu, dat rond 1900 werd gebouwd. Ook dit restaurant is door Toudoire ontworpen. Met name de Gouden Zaal (18,5 m lang, 9 m breed en 11 m hoog) en de Grote Zaal (26 m lang, 13 m breed en 11 m hoog) zijn bijzonder rijk met verguldsel, gips en houtsnijwerk versierd. Het interieur is met veel koperen afscheidingen en grote buffetten ingericht. De banken zijn met leer bekleed en de grote ruimte wordt met kroonluchters verlicht. De opdrachten voor 41 schilderingen in het met veel jugendstilornamenten versierde interieur werden aan dertig schilders gegeven. Onderwerp van de schilderingen zijn de topografie en de geneugten van de steden en regio's die de PLM met Parijs heeft verbonden.
- Boven de trap laat een groot schilderij van Billotte de Pont Alexandre-III en het inmiddels verdwenen grote paleis van de Wereldtentoonstelling van 1900 zien.
- In de grote zaal schilderden François Flameng "Paris", Guillaume Dubufe een "uitzicht op Lyon" en Gaston Saint Pierre een "gezicht op Marseille".
- In de grote zaal is op de ereplaats het Romeins theater van Orange geschilderd door Albert Maignan (1845-1908).
- In de schilderijen zijn portretten van de toenmalige groten van het Franse toneel, zoals Sarah Bernhardt, Réjane en Julia Bartet, te herkennen. Men herkent ook Edmond Rostand.
- Frédéric Montenard (1849-1926) schilderde "Villefranche" en "Monaco".
- In de gouden zaal schilderde Henri Gervex de beroemde "Bataille des Fleurs" tijdens het carnaval in Nice. Jean-Baptiste Olive schilderde "St-Honorat" en "Marseille, le Vieux Port". Eugène Burnand schilderde de Mont Blanc.

Het restaurant is vermaard om zijn goede keuken. Het restaurant bezat in 2012 een ster in de Guide Michelin, en scoorde 16/20 in de Guide Gault Millau. Het somptueuze interieur wordt sinds 23 september 1972 als een van de Franse "monuments historiques" wettelijk beschermd. In 2014 werd het restaurant grondig gerestaureerd en gerenoveerd; hierbij werden wel enkele meubels die niet onder de wettelijke bescherming van de klassering vielen bij opbod verkocht.
Gare d'Austerlitz · Gare de la Bastille (gesloopt) · Gare de Bercy · Gare de l'Est · Gare de Lyon · Gare Montparnasse · Gare du Nord · Gare d'Orsay (hergebruikt als museum) · Gare Saint-Lazare · Lijst van RER-stations